# Katia Follesa
Katiuscia Follesa, detta Katia (Giussano, 12 gennaio 1976), è una comica, conduttrice televisiva e conduttrice radiofonica italiana.
Divenuta volto noto negli anni 2000 come membro del duo comico Katia & Valeria nel format televisivo Zelig, nel corso della carriera Follesa ha recitato e preso parte in veste di comica in numerosi programmi televisivi e sketch-show, tra cui Buona la prima!, Quelli che il calcio, Michelle Impossibile, LOL - Chi ride è fuori. Dagli anni 2010 ha condotto programmi televisivi in Rai e Mediaset, divenendo volto delle reti Discovery Real Time e Nove, conducendo Junior Bake Off Italia, Cake star - Pasticcerie in sfida e programmi comici.
Parallelamente alla carriera televisiva ha scritto e recitato nelle proprie tourneé teatrali in Italia, collaborando con l’ex marito Angelo Pisani e Valeria Graci, condotto programmi radiofonici e recitato in film e serie televisive, tra cui Social Family. Nel 2021 è stata insignita del premio come miglior personaggio femminile della TV alla 78ª Mostra internazionale d'arte cinematografica.

## Biografia
Nata a Giussano da madre di origine siciliana, amministratrice d'albergo, e padre sardo, uno chef, ha una sorella più piccola che non lavora nello spettacolo.  Katia Follesa lavora in una holding finanziaria quando si dimette per diplomarsi alla Scuola di Quelli di Grock.

### 2000-2011: L'esordio conKatia e Valeriae i primi ruoli televisivi
Nel 2001 forma insieme a Valeria Graci il duo comico Katia & Valeria, che dopo un periodo di gavetta tra cabaret e laboratori approda in televisione, in particolare a Italia 1 a Colorado Cafè, e successivamente con piccole apparizioni a Rai 2 e MTV Italia. Nello stesso periodo entrano nel laboratorio di Zelig, esordendo nel 2004 nei programmi Zelig off e Zelig Circus su Canale 5. Nel 2007 Katia e Valeria fanno parte del cast di Scherzi a parte. In seguito Follesa recita nella sit-com Buona la prima! al fianco di Ale e Franz interpretando il personaggio omonimo della colf e amica. Dal 6 gennaio 2010 conduce Salsa rosa, programma del mattino di Sky Italia, canale Comedy Central. Sempre nel 2010 entra a far parte del quiz di Italia 1Trasformat nel ruolo di valletta-comica di Enrico Papi.
Nel 2010 torna a recitare nel cast del nuovo programma comico Ale e Franz Sketch Show di Ale e Franz, in cui interpreta l'amica e colf omonima. A partire da febbraio 2011 ritorna con Valeria nella trasmissione Zelig. Sempre nel 2011 recita nel film Vacanze di Natale a Cortina insieme a Christian De Sica, Sabrina Ferilli ed altri noti attori tra cui la stessa Valeria. Collabora col comico Maccio Capatonda nel programma televisivo in onda su LA7 Ma anche no. Nel periodo tra il 2011-2012 appare in qualche sketch della sitcom A&F - Ale e Franz Show. 

### 2012-2019: La carriera solista, recitazione e la conduzione di programmi televisivi
Nel febbraio 2012 il duo Katia & Valeria si scioglie. Da settembre dello stesso anno Follesa conduce il programma televisivo Zelig Off con Davide Paniate. Nel 2012 appare nel film Benvenuti al Nord, come tassista, mentre nel 2013 è giudice ricorrente di Cuochi e fiamme. Nel 2014 Follesa è la protagonista della sitcom Uno di troppo con Angelo Pisani in onda su Super!. La serie verrà ripresa nel 2020 con Social Family.
A partire dal 20 ottobre 2014 conduce su Rai 2 il programma di seconda serata Quanto manca, affiancata da Nicola Savino e Rocco Tanica. Nella serie animata di produzione Nickelodeon A casa dei Loud presta la voce alla signora Loud, la madre di Lincoln e delle sue sorelle, ma poi viene sostituta da Lucia Valenti. Nel 2016 diventa ospite fissa della prima stagione di Bring the Noise, al quale prende parte anche per la seconda stagione. Nel 2017, a otto anni di distanza, viene prodotta la quarta stagione di Buona la prima! e Follesa è tra i protagonisti. Dal 2017 al 2019 prende il posto di Benedetta Parodi nella conduzione di Junior Bake Off Italia.
Nel gennaio 2018, assieme a Ivana Mrázová, affianca Nicola Savino alla conduzione del nuovo programma di Italia 1 90 Special. Dal febbraio 2018 all'aprile 2022 conduce cinque stagioni di Cake star - Pasticcerie in sfida con Damiano Carrara su Real Time. Da settembre 2018 diventa speaker di R101 dove conduce un programma insieme ad Alvin, e conduce il programma televisivo Big Show assieme ad Andrea Pucci su Italia 1. Dal 2018 al 2022 Follesa e il suo compagno Angelo Pisani si esibiscono a teatro lo spettacolo comico Finché social non ci separi. Nel 2019 conduce su Real Time la riedizione del programma Take Me Out - La rivincita del maschio.

### 2020-presente:LOL,nuovi programmi comici e il ritorno del duoKatia e Valeria
Da novembre 2020 su DPl ay Plus e su Real Time arriva Social Family – Stories di Famiglia, remake di Uno di Troppo, la docu-comedy sulle piccole, grandi avventure di Follesa, della sua dolce metà, Angelo Pisani, attore di professione, pasticcione ed eterno adolescente, e della figlia Agata, 10 anni, scienziata, sociologa e psicologa di casa. Nell'aprile 2021 partecipa come concorrente al comedy show di Prime Video LOL - Chi ride è fuori. Sempre nel 2021 torna con la seconda stagione di Social Family su Discovery+ e conduce D'amore e d'accordo su Real Time. Nello stesso anno viene insignita del premio  Filming Italy Best Movie Award come miglior personaggio femminile della tv alla 78ª Mostra internazionale d'arte cinematografica di Venezia.
Nel gennaio 2022 è ospite fissa del programma di Michelle Hunziker Michelle Impossibile, insieme a Michela Giraud. Nel novembre del 2022 partecipa come concorrente al reality show Celebrity Hunted - Caccia all'uomo. Nel 2023 prende parte al nuovo programma di Alessia Marcuzzi Boomerissima su Rai2, come concorrente "boomer". A febbraio torna come presenza fissa a Michelle Impossible & Friends, insieme alla Gialappa's Band e al Mago Forrest, venendo riconfermata per la stagione successiva. Sempre nel 2023 torna a teatro col nuovo spettacolo Ti posso spiegare con Angelo Pisani. 
Nel 2024 prende parte a LOL Talent Show: chi fa ridere è dentro su Prime Video in veste di giurata, Comedy Club e Comedy Show sul Nove e a Viva la danza, show di Roberto Bolle su Rai 1. Nell'aprile 2024 conduce Comedy Match sul Nove, mentre nel luglio 2024 viene distribuito nelle sale cinematografiche il film Un oggi alla volta in cui Follesa interpreta la co-protagonista. Tra il novembre 2024 e l'aprile 2025 Follesa torna a recitare a teatro con Valeria Graci dopo dodici anni dalla rottura del duo comico con lo spettacolo Ma non dovevamo non vederci più?.

## Vita privata
Dal 2006 al 2023 è stata legata sentimentalmente al comico Angelo Pisani, con il quale ha una figlia, Agata, nata nel 2010.
Soffre di cardiomiopatia ipertrofica ed è testimonial del Progetto Cor, del Gruppo Ospedaliero San Donato Foundation, che ha l'intento di migliorare la qualità di vita dei pazienti cardiopatici e di creare campagne di prevenzione per le patologie cardiovascolari. Per questa patologia, nel corso degli anni, ha deciso di perdere peso.

## Programmi televisivi

### Come Katia & Valeria
- MTV Comedy Lab (MTV, 2004)
- Colorado Cafè (Italia 1, 2004)
- Sformat (Rai 2, 2004)
- Zelig Off (Canale 5, 2005)
- Zelig (Canale 5, 2005-2011)
- Sputnik (Italia 1, 2007)
- Scherzi a parte (Canale 5, 2007)

### Come Katia Follesa
- Buona la prima! (Italia 1, 2008-2009, 2017)
- Ale e Franz Sketch Show (Italia 1, 2010)
- Salsa rosa (Comedy Central, 2010)
- Trasformat (Italia 1, 2010)
- A&F - Ale e Franz Show (Italia 1, 2011)
- Ma anche no (LA7, 2011-2012)
- Mamma mia che domenica (LA7, 2012)
- Cristina Parodi Live (LA7, 2012)
- Zelig off (Italia 1, 2012-2013)
- Cuochi e fiamme (LA7, 2013) giudice
- Zelig 1 (Italia 1, 2013-2014)
- Quanto manca (Rai 2, 2014)
- Quelli che il calcio (Rai 2, 2014-2015)
- Verissimo (Canale 5, 2015-2016) inviata
- Bring the noise (Italia 1, 2016-2017)
- Big show (Italia 1, 2017-2018)
- Junior Bake Off Italia (Real Time, 2017-2019)
- 90 Special (Italia 1, 2018)
- Cake star - Pasticcerie in sfida (Real Time, 2018-2022)
- Royal Time: Il matrimonio di Meghan e Harry (Real Time, 2018)
- Bake Off - Extra dolce (Real Time, 2018)
- Bake Off - Stelle di Natale (Real Time, 2018)
- Take Me Out - La rivincita del maschio (Real Time, 2019)
- CR4 - La Repubblica delle Donne (Rete 4, 2018-2020)
- LOL - Chi ride è fuori (Prime Video, 2021) concorrente
- D'amore e d'accordo (Real Time, 2021)
- Celebrity Hunted: Caccia all'uomo (Prime Video, 2022) concorrente
- Michelle Impossible & Friends (Canale 5, 2022-2024)
- LOL Talent Show: chi fa ridere è dentro (Prime Video, 2024) giurata
- Nove Comedy Club - Finché social non ci separi (Nove, 2024)
- Comedy Match (Nove, dal 2024)
- Festival di Sanremo (Rai 1, 2025) - co-conduttrice

## Filmografia

### Cinema
- Vacanze di Natale a Cortina, regia di Neri Parenti (2011)
- Benvenuti al Nord, regia di Luca Miniero (2012)
- Un oggi alla volta, regia di Nicola Conversa (2023)

### Televisione
- Uno di troppo, regia di Roberto Burchielli - miniserie TV (2014)
- Social Family – Stories di Famiglia - serie televisiva (Real Time, 2020-2021)
- Sono Lillo 2, regia di Eros Puglielli - serie TV (Prime Video, 2024)

### Doppiaggio
- A casa dei Loud (Nickelodeon 2016-2017) - voce di Rita (episodi 1×01-1×13)

## Teatro
- Base per altezza diviso due di Valeria Graci, Katia Follesa; con Valeria Graci (2008-2011)
- Finché social non ci separi di Katia Follesa, Angelo Pisani, Luciano Federico, regia di Katia Follesa e Angelo Pisani; con Angelo Pisani (2018-2022)
- Ti posso Spiegare di Katia Follesa, Angelo Pisani, Luciano Federico, regia di Alessio Parenti; con Angelo Pisani (2023-2024)
- Ma non dovevamo non vederci più? di Valeria Graci, Katia Follesa; con Valeria Graci (2024-2025)

## Radio
- R101 (2018-2022)[39]

## Pubblicità
- Sigma (2012)
- Sottilette (2017)
- Penny Market (2020 - in corso)
- Amazon Prime Video (2021)

## Riconoscimenti
- 78ª Mostra internazionale d'arte cinematografica
  - Filming Italy Best Movie Award come miglior personaggio femminile della tv[40]